# بتا کبوتر
بتا کبوتر یک ستاره است که در صورت فلکی کبوتر قرار دارد.